# Frisia VII

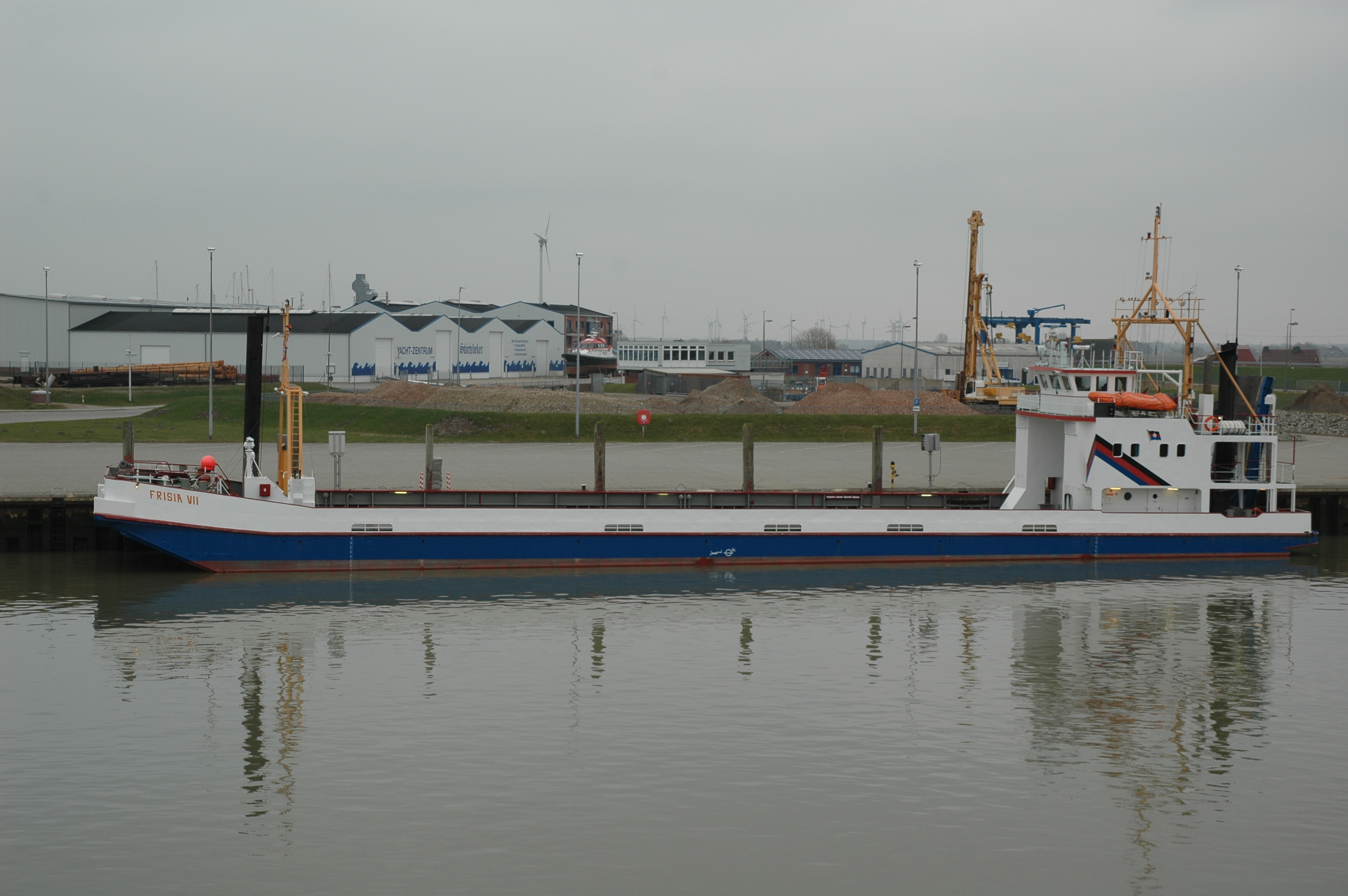
Frisia VII in Norddeich (2014)

Die Frisia VII ist ein Landungsschiff, welches für die Reederei Norden-Frisia als Frachtschiff von Norddeich nach Norderney und Juist eingesetzt wird.

## Geschichte
Die Frisia VII wurde 1984 unter der Baunummer 2161 auf der VEB Oderwerft Eisenhüttenstadt für die Volksarmee der DDR mit dem Namen GSP 65 gebaut. Die Kiellegung fand im Februar, der Stapellauf im Mai 1984 statt. Fertiggestellt wurde das Schiff im August 1984. 1993 wurde das Schiff in BD 4 umbenannt. 1995 wurde das Schiff um zehn Meter verkürzt und wird seitdem als Frachtschiff zwischen Norddeich und den Inseln Juist und Norderney eingesetzt.

## Transportkapazität
Die Frisia VII hat drei Fahrspuren. Die mittlere Spur ist 53 Meter lang und drei Meter breit, die beiden anderen Spuren sind je 34 Meter lang und 2,65 Meter breit. Das entspricht einer RoRo-Ladefläche von 121 Metern, auf der sieben Sattelzüge Platz finden. Das Gesamtladegewicht darf 300 Tonnen nicht übersteigen.

## Technische Ausstattung
Das Schiff wird von zwei Sechszylinder-Viertakt-Dieselmotoren des Herstellers AB Volvo Penta mit einer Leistung von jeweils 300 kW angetrieben, die über Getriebe auf zwei Festpropeller wirken.
Für die Stromversorgung stehen zwei Generatoren mit einer Scheinleistung von 38 kVA bzw. 35 kVA sowie ein Hilfsgenerator mit einer Leistung von 4 kW zur Verfügung.